# همه‌چیز سر جای خودش است
«همه چیز سر جای خودش است» (به انگلیسی: Everything in Its Right Place) ترانه‌ای از گروه موسیقی آلترنتیو راک ریدیوهد است. این ترانه در آلبوم کید ای قرار داشت.